# Георгантас, Антониос
Антониос Георгантас (греч. Αντώνιος Γεωργαντάς; Левадия (город) 1799 — Афины 1884) — известный участник Греческой революции и один из самых известных её мемуаристов, впоследствии генерал-майор Греческого королевства и председатель Парламента эллинов.

## Биография
Георгантас родился в Левадия (город) в марте 1799 года. По другим данным родился в Фивах и вырос в Левадии.
С началом Греческой революции создал и содержал отряд в 120 бойцов, с которым принял участие в военных действиях на востоке Средней Греции.
Перешёл со своим отрядом под командование Одиссея Андруцоса, став одновременно его секретарём. Свои воспоминания о этом периоде, также как и о периоде когда Георгантас был секретарём убийцы Андруцоса, Янниса Гураса, он отразил в своих «Мемуарах». Греческий историк Д.Фотиадис считает Георгантаса одним из лучших и достоверных источников о «трагической кончине Андруцоса».
В 1822 году, под командованием Одиссея Андруцоса и Дмитрия Ипсиланти, Георгантас воевал в Агиа Мариа Фтиотиды против 18 тысяч турок, пытавшихся пройти к сердцу Греческой революции, к Пелопоннесу.
В своих мемуарах Георгантас описывает попытку убийства Одиссея Андруцоса на корабле Антониса и Домны Висвизи.
В 1827 году Георгантас последовал за Караискакисом в его походе в Среднюю Грецию.
С 1828 года по 1830 год Георгантас состоял при штабе генерала Ричарда Чёрча в Западной Средней Греции. Принял участие, представляя Левадию, во всех национальных конгрессах революционного периода, а также в Национальном конгрессе Аргоса в 1831 году.
Георгантас поддержал Иоанна Каподистрия, по прибытии последнего на Пелопоннес.
При короле Оттоне, Георгантас был зачислен в почётную Фалангу ветеранов.
В период царствования Оттона Георгантас был вовлечён в политику. Первоначально как мэр Левадии (1836), а затем как председатель губернского совета. Георгантас принадлежал к «конституцианалистам».
В 1843 году состоялось Восстание 3 сентября, с требованием провозглашения конституции.
Георгантас примкнул к Макрияннису и сыграл заметную роль в революции.
Георгантас принял участие, представляя Левадию, в 1-м Национальном конгрессе, последовавшим после революции. Впоследствии неоднократно избирался депутатом от Левадии в периоды 1844—1853, 1859—1862 и 1872—1874.
21 декабря 1849 года Георгантас был избран председателем парламента, и оставался на этом посту до 27 июля 1850 года. В 1861 году был назначен Оттоном губернатором Арголиды. Георгантас оставался на стороне Оттона до изгнания последнего в 1862 году.
Георгантас умер в Афинах в январе 1884 года